# سامسونج جالكسي نوت 3 نيو
سامسونج جالاكسي نوت 3 نيو (بالإنجليزية: Samsung Galaxy Note 3 Neo)‏ هو هاتف ذكي من إلكترونيات سامسونج يعمل بنظام أندرويد، تم طرحه في الأسواق في فبراير 2014.

## الخصائص
- نظام التشغيل: أندرويد
- الكاميرا الخلفية: 8 ميجابكسل
- الوزن: 162.5 غ (5.73 أونصة)
- المعالج: 1.7 جيجا هرتز
- الذاكرة: 2 جيجابايت
- التخزين: 16/32 جيجابايت ذاكرة وميضية